# Paul Lindau
Paul Lindau (Magdeburgo, 3 giugno 1839 – Berlino, 31 gennaio 1919) è stato un drammaturgo e novelliere tedesco, fra i più eminenti organizzatori di cultura della Germania bismarkiana.

## Biografia
Terminò gli studi a Parigi, dove iniziò a fare il corrispondente per alcuni giornali tedeschi e, tornato in Germania, fondò nel 1870 a Lipsia la testata Das neue Blati. Dal 1872 al 1881 diresse il settimanale berlinese Die Gegenwart e, nel 1878, fondò il mensile Nord und Süd che fu pubblicato fino al 1904, distinguendosi per le doti di polemista mordace. Dal 1899 fu direttore del Berliner Theater e, dal 1905, del Deutsches Theater. 
Paul Lindau iniziò la carriera di drammaturgo nel 1868 con l'opera Marion, cui seguirono molte altre opere, tra le quali Maria und Magdalena (1872), Tante Therese (1876), Griffin Lea (1879), Die Erste (1895), Der Abend (1896), Der Herr im Hause (1899); i romanzi Berlin (1886), Arme Mädchen (1887), Spitzen (1888); i libri di viaggio Aus Venetien (1864), Aus Paris (1865); le novelle Herr und Frau Bewer, Toggenburg und andere Geschichten. Corrispose con tutte le personalità più eminenti della cultura internazionale dei suoi tempi e, negli ultimi, anni si dedicò al nascente cinematografo. Il suo nome compare come sceneggiatore in alcuni film e molte delle sue opere vennero adattate per lo schermo.
Morì a Berlino il 31 gennaio 1919.

### Famiglia
Paul Lindau era il fratello di Anna Lindau, madre di Annie Vivanti. I rapporti fra Annie e lo zio sono ancora pressoché sconosciuti: ella afferma in una lettera a George Brandes di averlo conosciuto nel 1902 ma è probabile che non sia vero. Non vi sono testimonianze epistolari fra i due, ma è molto probabile che nella prima gioventù la Vivanti abbia chiesto aiuti al celebre zio, così come all'inizio del Novecento, all'epoca dell'assegnazione del Premio Nobel a Giosuè Carducci.

## Filmografia
- La strada di spine (Der Weg der Grete Lessen), regia di Rudolf Biebrach - romanzo Arme Mädchen (1920)
- Der Andere, regia di Robert Wiene (1930)